# 김문희 (1928년)
김문희(金文姬, 1928년 10월 13일 ~ )의 호는 임당(林塘)으로 대한민국 학교법인 용문학원(용문중학교, 용문고등학교)의 이사장이다.
현정은 현대그룹 회장의 모친이자 김무성 새누리당 의원의 이복누나이다. 배우자는 현영원(1927년 1월 10일 ~ 2006년 11월 24일) 전 현대상선 대표이사 회장이다.

## 가족 관계
- 아버지 김용주(金龍周, 1905년 ~ 1985년): 전남방직 설립자
- 어머니 강신팔 (姜幸八, 1908년 ~ 1990년)
  - 남편 현영원(玄永源, 1927년 ~ 2006년): 전 현대상선 회장
    - 장녀 현일선(玄逸善), 홈텍스타일코리아 회장 류승지(柳承志)에게 출가
    - 차녀 현정은(玄貞恩) : 현대그룹 회장, 前 현대그룹 회장 정몽헌(鄭夢憲)에게 출가
    - 삼녀 현승혜(玄昇惠)
    - 사녀 현지선(玄知善)

  - 남동생 김창성(金昌星)
  - 남동생 김한성(전 동해제강 대표)

## 같이 보기
- 현영원
- 현정은